# Кивалу, Бенур
Бенур Кивалу (англ. Benhur Kivalu, родился 2 сентября 1972 в Ваилоа) — тонганский регбист, игравший на позиции восьмого и замка.

## Биография
Известен по выступлениям в японском чемпионате за клубы «Мунаката Саникс Блюз» и «Кинтэцу Лайнерс». В составе сборной Тонга дебютировал 18 сентября 1999 года в матче против Самоа в Сиднее. Участник чемпионатов мира 1999 и 2003 года. Последнюю игру за «Икале Тахи» провёл 22 июля 2005 года против сборной Самоа. После карьеры игрока работал тренером сборной Тонга до 20 лет, позже занял пост руководителя по вопросам регионального развития Тонганского регбийного союза.